# Ozaki Kōyō
Ozaki Kōyō (尾崎 紅葉?; Tokyo, 10 gennaio 1868 – Tokyo, 30 ottobre 1903) è stato uno scrittore giapponese, noto per i romanzi L'usuraio (金色夜叉?), apparso a puntate per la prima volta sulla rivista locale Nihon Taika Ronshū nel 1887, e Tajo Takon.
Ha inoltre collaborato con lo Yomiuri Shinbun, il principale quotidiano del Paese - fondato nel 1874 a Tokyo. Il suo allievo Kyōtarō, nato nel 1873, ha avuto anch'egli un ruolo di peso nella Storia della letteratura giapponese.
Nasce durante il periodo Meiji (1868-1912) in una famiglia benestante: suo padre Ozaki Kokusai è, infatti, un affermato artigiano che lavora netsuke. Compie i suoi studi liceali e universitari a Tokyo; studia presso la Tōkyō Teikoku Daigaku, una delle principali università del Paese. Con l'aiuto degli amici Bizan Kawakami e Yamada Bimyō nel 1885 fonda una rivista universitaria chiamata Kenyūsha (Amico della pietra d'inchiostro), alla quale lavora scrivendo soprattutto racconti.